# 吉尔吉利亚诺
吉尔吉利亚诺（西班牙語：Guirguillano）是西班牙纳瓦拉的一个市镇。总面积25平方公里，总人口87人（2001年），人口密度3人/平方公里。